# Szczepanów (powiat średzki)
Szczepanów (niem. Stephansdorf) – wieś w Polsce położona w województwie dolnośląskim, w powiecie średzkim, w gminie Środa Śląska.

## Podział administracyjny
W latach 1975–1998 miejscowość należała administracyjnie do województwa wrocławskiego.

## Położenie
Obok miejscowości przepływa niewielka rzeka Średzka Woda, dopływ Odry

## Historia
Wieś wzmiankowana była w 1298/1307 r. jako villa Stephani, niemiecka nazwa to Stephansdorf. W poł. XIV w. działał młyn, Szczepanów dzielił się na Górny na zachodzie i Dolny na wschodzie. Wieś należała do rodów: von Sack, von Schindel, Kanitz, von Kreiselwitz i von Schweinitz. Od XVI w. większość mieszkańców stanowili ewangelicy. W XIX w. w Szczepanowie działały cegielnie, kilkanaście zakładów rzemieślniczych, rozwijało się lniarstwo. W nie istniejącym już folwarku Vogelherd pod Brodnem w 1933 r. utworzono obóz Służby Pracy Rzeszy Reichsarbeitsdienst.
Po 1945 roku w wyniku zmian terytorialnych nastąpiła masowa migracja ludności. Na tereny Dolnego Śląska przyjeżdżały grupy osadników, wysiedlano niemieckich mieszkańców, a w ramach akcji "Wisła" osiedlano przymusowo Ukraińców i Łemków. Pierwszy transport przyjęto 11 sierpnia 1945 r., a 1 października zorganizowano pierwszy oddział Państwowego Urzędu Repatriacyjnego w Środzie Śląskiej. Od tego momentu systematycznie przybywali repatrianci z Obertyna, Woronówki i Jakubowiec (gm. Ludwipol) i Ludwipola, Monasterzysk, Tłustego i Hołowczyńc koło Zaleszczyk, Tarnopola, Drohobycza i Borszczowa, Rohatyna, Skałatu i Wieńca, Kopyczyńca, Czortkowa, Równego, Grzymałowa, a także przesiedleńcy z okolic Brzeska, Krakowa, Będzina i Radomska.

## Zabytki
Do wojewódzkiego rejestru zabytków wpisane są:
- kościół parafialny pw. św. Szczepana, z pierwszej poł. XV w., przebudowany w l. 1571 i 1617. Świątynia wzmiankowana w 1333, 1399 i 1418. W obecnej postaci od 1517. Portal późnogotycki z piaskowca i dwa portale późnorenesansowe. Wewnątrz prezbiterium fragmenty dekoracji sgraffitowej, barokowy ołtarz główny, ołtarze boczne, ambona, ławki, chrzcielnica, nagrobki kamienne z XVI i XVII w. w tym Martina Schindlera i jego żony, Hansa von Kanitz (1617), małżeństwa Bocków (1619)[6].
- kościół ewangelicki, obecnie rzymskokatolicki kościół pomocniczy pw. Najświętszego Serca Pana Jezusa, z lat 1864-67
- zespół pałacowy i folwarczny:
  - pałac, zbudowany u schyłku XVII w. w stylu barokowym, przebudowany w XVIII w. na przełomie XIX i XX w. dobudowano piętro. W środku znajdują się stiukowe ozdoby
  - park, z XVIII-XIX w.
  - folwark, z drugiej połowy XIX w.:
    - dom zarządcy
    - trzy oficyny mieszkalne
    - stajnia - spichlerz
    - trzy obory
    - stodoła (garaż, mieszkania)
    - młyn
    - gorzelnia
    - ruiny pawilonu - herbaciarnia
    - ogrodzenie z bramami.

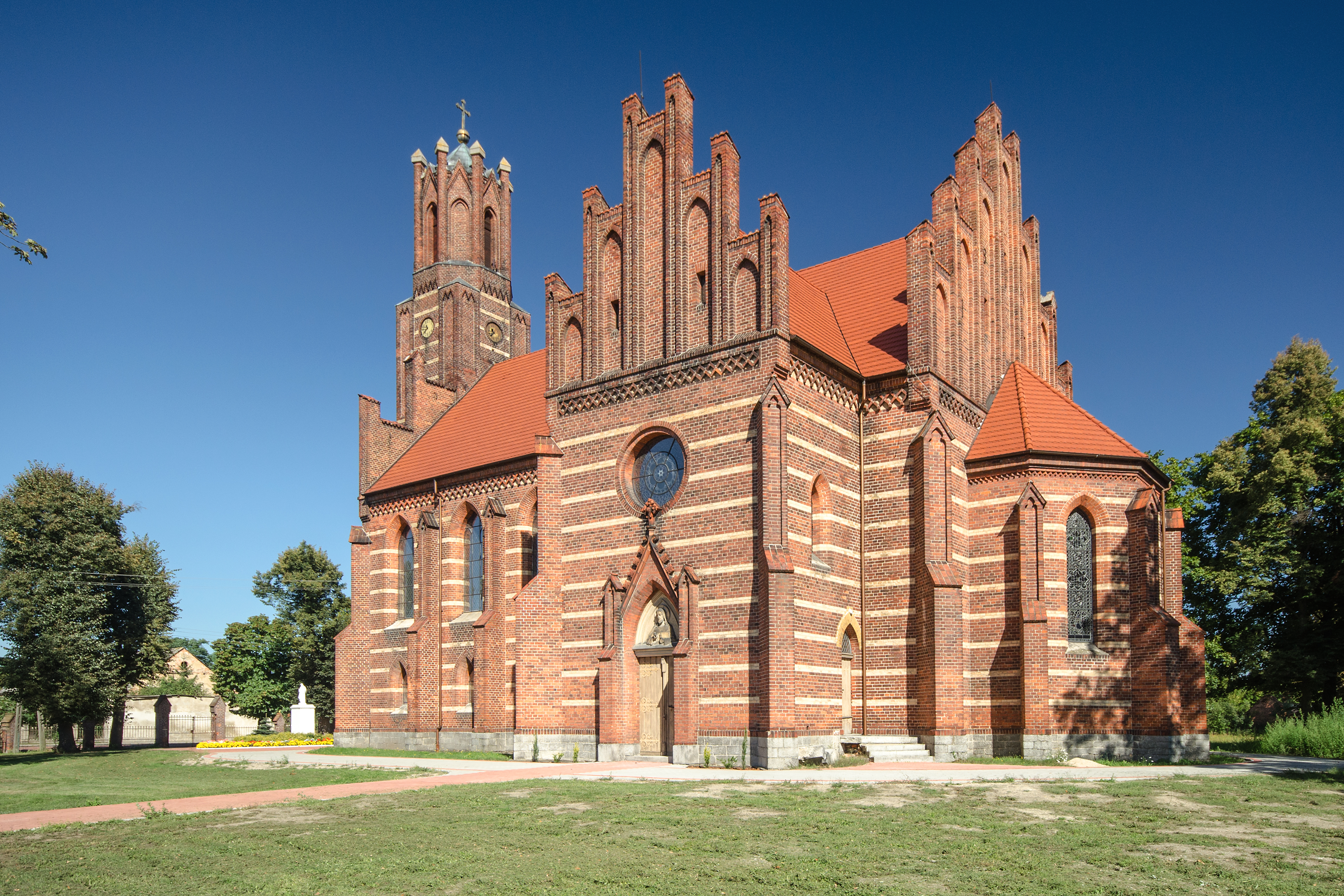
Kościół pw. Najświętszego Serca Pana Jezusa
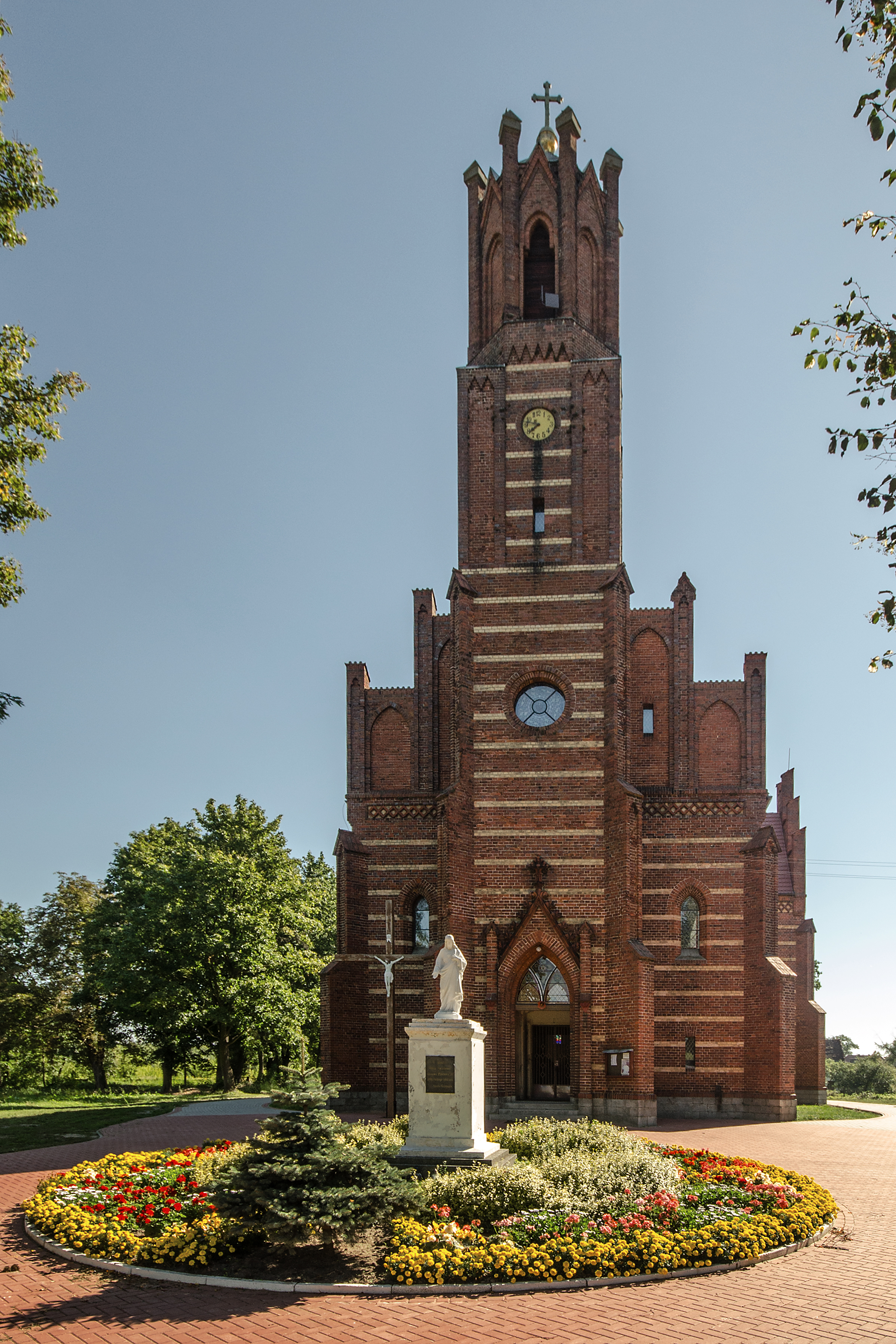
Kościół pw. Najświętszego Serca Pana Jezusa
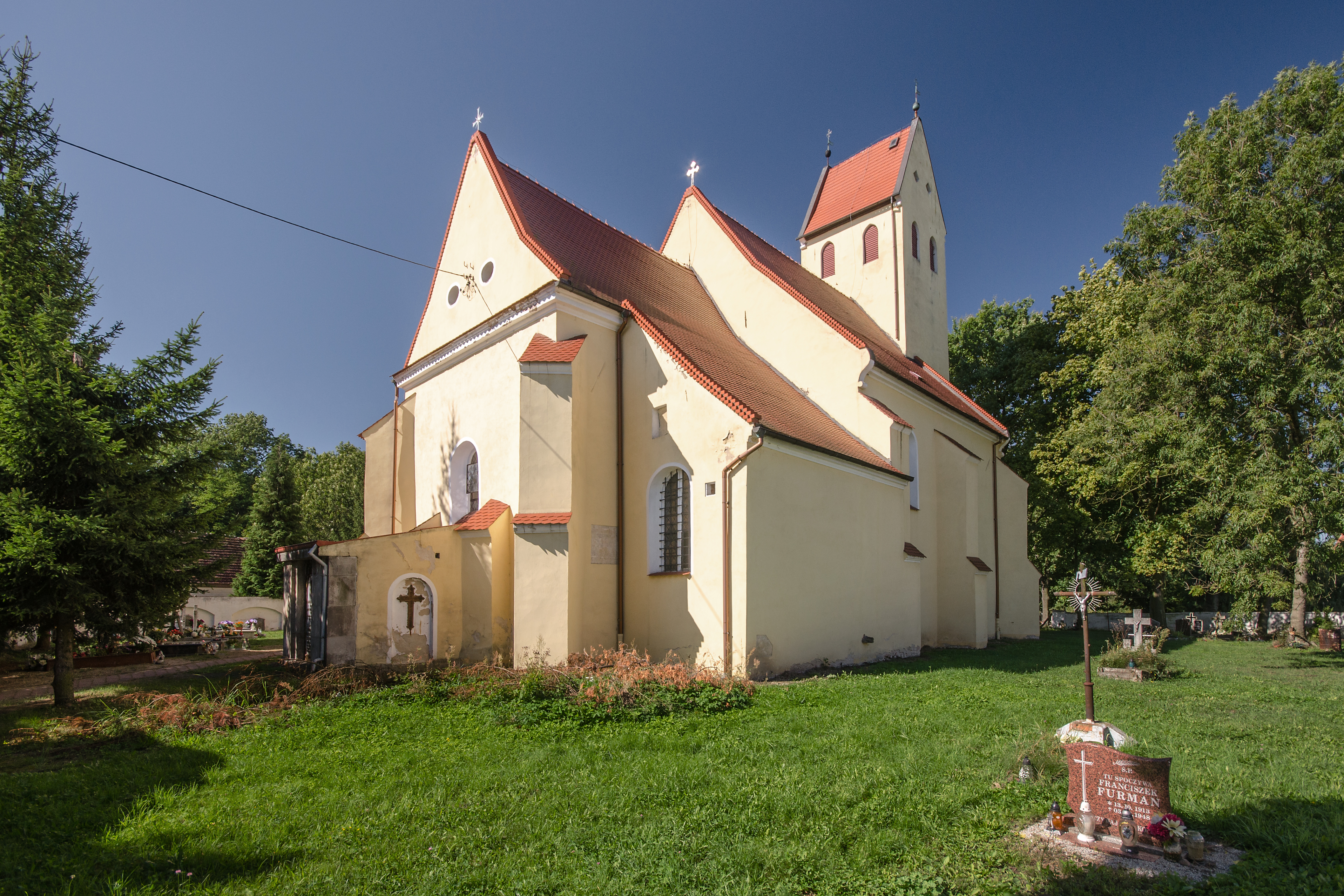
Kościół św. Szczepana
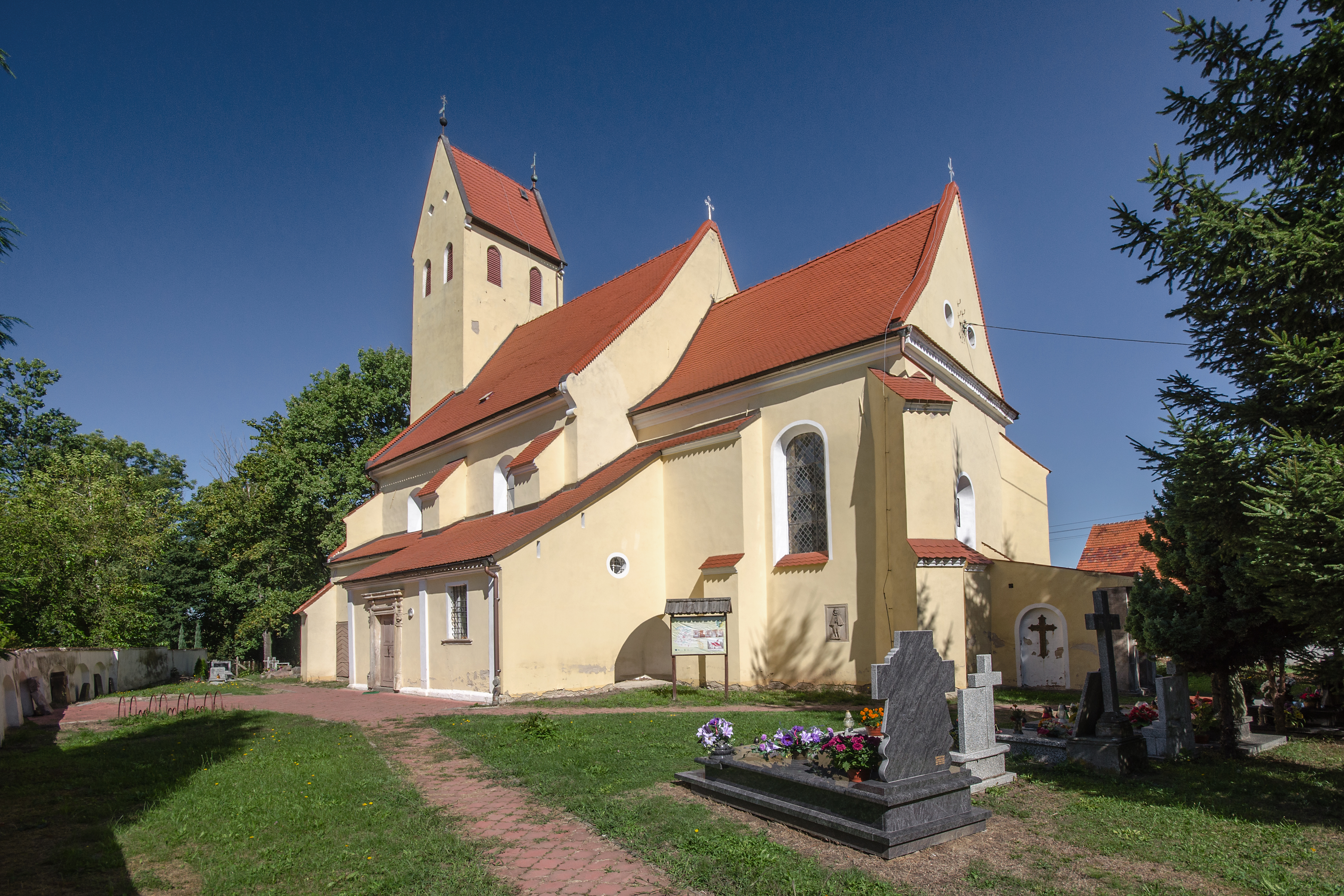
Kościół św. Szczepana
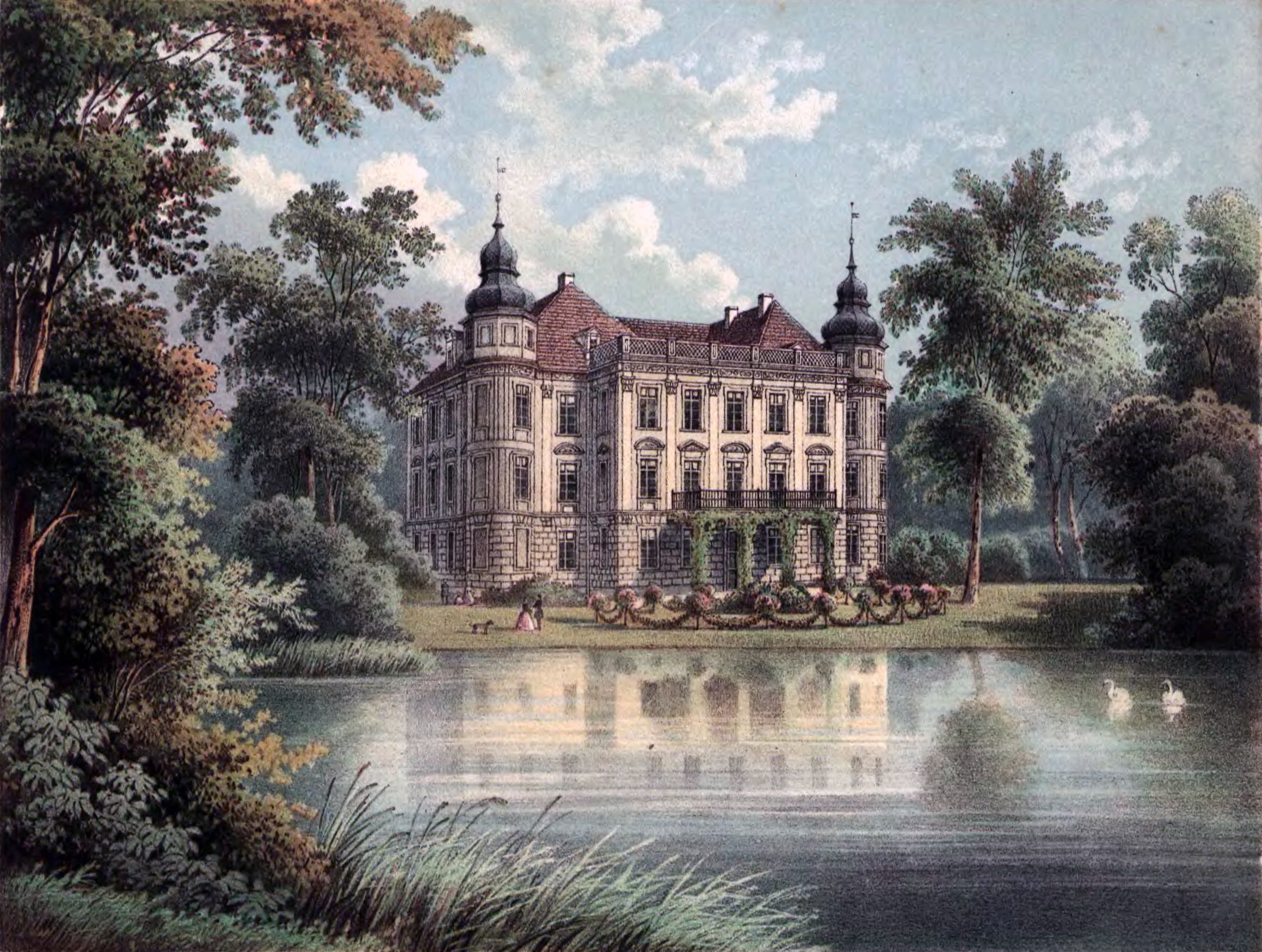
Pałac w Szczepanowie, 2 połowa XIX w.

## Linia kolejowa
Wzdłuż południowej granicy wsi przebiega linia kolejowa E-30, należąca do III Paneuropejskiego Korytarza Transportowego, łączącego Niemcy, Polskę i Ukrainę. Linia biegnie przez Polskę na trasie od granicy z Niemcami przez Zgorzelec do granicy z Ukrainą w Medyce. Na pobliskiej stacji kolejowej Środa Śląska zatrzymują się pociągi osobowe. Niegdyś pociągi dojeżdżały do centrum Środy Śląskiej poprzez odgałęzienie ze Szczepanowa liczące ok. 3 km, które zostało rozebrane.